# 夏目漱石の妻
『夏目漱石の妻』（なつめそうせきのつま）は、NHK総合「土曜ドラマ」枠で2016年9月24日から10月15日まで毎週土曜21時 - 22時13分に放送された日本のテレビドラマである。全4回。主演は尾野真千子。
夏目漱石没後100年に当たる2016年に妻・夏目鏡子の『漱石の思い出』を原案として制作され、『吾輩は猫である』『坊っちゃん』『こころ』などの作品の下敷きとなった夏目漱石と妻・鏡子の夫婦生活、激動の明治時代を背景に2人が夫婦として成長していく様子を、妻・鏡子の視点からユーモアを交えつつ描く。
平成29年度（第72回）文化庁芸術祭テレビ部門ドラマの部参加作品として、2017年10月18日から10月21日までNHK総合にて再放送された。

## あらすじ
裕福な家庭で自由に育った鏡子が19歳で金之助（漱石）と見合いをし、一目惚れで結婚をしてから、金之助が英語研究のイギリス留学から帰国後、神経衰弱を患いながらも『吾輩は猫である』『坊っちゃん』などの小説を次々と発表し、重度の胃潰瘍に苦しんだ晩年までの、鏡子と金之助の物語を描く。

## 登場人物

### 主要人物
中根鏡子（なかね きょうこ） → 夏目鏡子（なつめ きょうこ）
演 - 尾野真千子
金之助の妻。
夏目金之助（漱石）（なつめ きんのすけ〈そうせき〉）
演 - 長谷川博己

### 夏目家
山田房子（やまだ ふさこ）
演 - 黒島結菜（幼少期：安藤美優）
鏡子の従妹。女学校を卒業した後、夏目家に住み込んで花嫁修業をする。
夏目筆子（なつめ ふでこ）
演 - 五戸みう（幼少期：横山芽生）
長女。
夏目恒子（なつめ つねこ）
演 - 根本真陽（幼少期：苑美）
次女。
夏目栄子（なつめ えいこ）
演 - 南郷蘭奏
三女。
夏目愛子（なつめ あいこ）
演 - 長谷川愛鈴
四女。
テル
演 - 猫背椿（1・2話）
女中。
ヒサ
演 - 川俣しのぶ（2・3・4話）
女中。

### 中根家
中根重一（なかね しげかず）
演 - 舘ひろし
鏡子の父。貴族院書記官長 → 内務省局長を務めた。
中根カツ
演 - 唐木ちえみ（1・2話）
鏡子の母。
中根倫（なかね ひとし）
演 - 中島広稀（1・2・4話）
鏡子の弟。
中根時子（なかね ときこ）
演 - 秋月三佳（1・2・4話）
鏡子の妹。
中根梅子（なかね うめこ）
演 - 田辺桃子（1・2・4話）
鏡子の妹。
たか
演 - 角替和枝（1話）
婆や。

### 作家
正岡子規（まさおか しき）
演 - 加藤虎ノ介（1・2話）
俳人。
高浜虚子（たかはま きょし）
演 - 須田邦裕（2・4話）
俳人。
大塚楠緒子（おおつか くすおこ）
演 - 壇蜜（4話）
小説家。

### 漱石門下生
小宮豊隆（こみや とよたか）
演 - 柄本時生（3・4話）
鈴木三重吉（すずき みえきち）
演 - 黒木真二（3・4話）
野間真綱（のま まさつな）
演 - 永井慎一（3・4話）
野村伝四（のむら でんし）
演 - 前田駿輔（3・4話）
野上豊一郎（のがみ とよいちろう）
演 - 東将司（3・4話）
松根東洋城（まつね とうようじょう）
演 - 西地修哉（4話）
寺田寅彦（てらだ とらひこ）
演 - 菊地真之（4話）

### 医師
呉秀三（くれ しゅうぞう）
演 - 国広富之（2話）
帝大医学部教授。
尼子四郎（あまこ しろう）
演 - 田中要次（2話）
夏目家主治医。
杉本東造
演 - 田中隆三（4話）
長与胃腸病院副院長。金之助の主治医。
森成麒造
演 - 宮平安春（4話）
野田洪哉
演 - 外谷勝由（4話）

### 東京朝日新聞
池辺三山（いけべ さんざん）
演 - 赤星昇一郎（3話）
東京朝日新聞主筆。
坂元三郎（さかもと さぶろう）
演 - 有山尚宏（4話）

### その他
荒井伴男（あらい ともお）
演 - 満島真之介（3・4話）
足尾銅山元坑夫。小説『坑夫』の題材を金之助に提供する。
長谷川貞一郎
演 - 野間口徹（1話）
熊本第五高等学校教授。
俣野義郎
演 - 松尾諭（1話）
書生。
正岡律（まさおか りつ）
演 - 大後寿々花（1・2話）
子規の妹。
秦茂子
演 - 梅沢昌代（2・4話）
按摩師。
榎本好次
演 - 梶原善（3話）
代言人。
書店の客
演 - 九十九一（3話）
警官
演 - あべかつのり（3話）
熊本第五高等学校教授
演 - 服部桂吾（1話）
夏目直克
演 - 本田博太郎（3話）
金之助の実父。
夏目直矩
演 - 津田寛治（3話）
金之助の実兄。
塩原昌之助（しおばら まさのすけ）
演 - 竹中直人（3話）
金之助の養父。

## スタッフ
- 原案 - 『漱石の思い出』夏目鏡子（述）、松岡譲（筆録）
- 作 - 池端俊策、岩本真耶
- 演出 - 柴田岳志、榎戸崇泰（NHKエンタープライズ）
- 音楽 - 清水靖晃
- 挿入曲 - シューベルト「ピアノソナタ第21番」田部京子（ピアノ演奏）
- 制作統括 - 吉永証（NHKエンタープライズ）、中村高志
- 制作 - NHKエンタープライズ
- 制作・著作 - NHK

## 放送日程
| 各回   | 放送日   | サブタイトル   | 作                 | 演出     |
| ------ | -------- | -------------- | ------------------ | -------- |
| 第1回  | 09月24日 | 夢見る夫婦     | 池端俊策           | 柴田岳志 |
| 第2回  | 10月01日 | 吾輩は猫である | 池端俊策           | 柴田岳志 |
| 第3回  | 10月08日 | やっかいな客   | 池端俊策、岩本真耶 | 榎戸崇泰 |
| 最終回 | 10月15日 | たたかう夫婦   | 池端俊策           | 柴田岳志 |

## 受賞歴
- ギャラクシー賞 2016年10月度月間賞[8]、第54回奨励賞
- 第25回橋田賞[9]
- 放送人グランプリ2017 グランプリ（脚本・池端俊策）[10]
- 第43回放送文化基金賞[11]
  - 番組部門 テレビドラマ番組 優秀賞
  - 番組部門 演技賞（長谷川博己）
  - 番組部門 演出賞（柴田岳志、榎戸崇泰）
- 平成29年度（第72回）文化庁芸術祭 テレビ・ドラマ部門 優秀賞[12]

## 関連商品

### CD
- 清水靖晃 『NHK土曜ドラマ 夏目漱石の妻 オリジナル・サウンドトラック』（2016年11月23日、スザクミュージック、NGCS-1069）

### DVD
- 夏目漱石の妻（2017年11月24日発売予定、NHKエンタープライズ、NSDS-22776）

## スピンオフドラマ
漱石先生を待ちながら
本編の番宣を兼ねたミニドラマ。漱石を慕う門下生たちが毎週木曜日に集まり開催する「木曜会」での、漱石の帰りを待ちながらのやりとりを通して、漱石の意外な素顔を浮き彫りにする。
出演：スピードワゴン（井戸田潤、小沢一敬）、柳原聖（カルマライン）
ナレーション：黒島結菜
放送日程：2016年9 - 10月（2分）、NHK総合
- 第1話：先生と悪妻（初回放送：9月9日 0時10分 - 0時12分）
- 第2話：先生と猫（初回放送：9月27日 0時5分 - 0時7分）
- 第3話：先生と髭（ひげ）（初回放送：10月2日 3時6分 - 3時8分）
- 第4話：先生と食（初回放送：10月11日 0時7分 - 0時9分）